# Manfred Adams
Manfred Friedrich Adams (zuletzt Manfred Adams-Pleuger; * 28. August 1931 in Köln; † 9. Dezember 2019) war ein deutscher Architekt.

## Leben und Wirken
Adams wuchs in Köln auf und absolvierte in der Zeit nach dem Zweiten Weltkrieg eine Lehre zum Maurer, um sich am Wiederaufbau zu beteiligen. Es folgte eine zeichnerische Ausbildung an der Kunstakademie Düsseldorf bei Heinz Thoma, der dort eine Assistentenstelle innehatte und Adams’ künstlerisches Potential erkannt hatte, ihn förderte und ihm eine Ausbildung an der Kunstakademie empfahl.
Ab 1956 studierte Manfred Adams an der Kunstakademie München bei Sep Ruf, der zu dieser Zeit Präsident und Leiter einer Meisterklasse für Architektur war. Adams schloss das Studium im Jahre 1961 mit dem Akademie-Diplom ab. 1962 wurde er auf Empfehlung Rufs Teil der Planungsgruppe der Bundesbaudirektion für den Ausbau Bonns als Bundeshauptstadt, die bis 1968 Bestand hatte. Innerhalb dieser war er unter der künstlerischen Beratung von Sep Ruf für den Entwurf des Erweiterungsbaus am Haus Carstanjen für das Bundesschatzministerium verantwortlich.
1968 gründete er mit Günther Hornschuh und Peter Türler, die ebenfalls der Planungsgruppe der Bundesbaudirektion angehört hatten, die Architektengruppe A.H.T. (die spätere
Planungsgruppe Stieldorf). Innerhalb dieser war er anderem am Neubau des ZDF-Sendezentrums in Mainz beteiligt. Parallel dazu entwickelte Adams ab 1972 – zusammen mit dem Fertigbau-Unternehmen Franz Huf – das Fachwerkhaus 2000, das 1977 von der Landesregierung Rheinland-Pfalz als „Haus des Jahres“ ausgezeichnet wurde. 1981 schied Adams als Partner aus der Planungsgruppe Stieldorf aus, um im Jahr darauf gemeinsam mit Hans Haff ein weiteres Architekturbüro in Königswinter-Stieldorf zu gründen. Diese Partnerschaft endete zum Jahresende 1999 mit dem Ausscheiden Adams und Haffs sowie der Fortführung des Büros durch den vormaligen Juniorpartner.
Manfred Adams war langjähriges Mitglied des Bundes Deutscher Architektinnen und Architekten (BDA). Er lebte zuletzt in Freiburg im Breisgau, dem Heimatort seiner zweiten Ehefrau, und wurde dort auf dem Hauptfriedhof beigesetzt.

## Schriften
- Der Architekt und die Fertighausindustrie. In: der architekt, 7–8/1987, S. 373 f.
- Für Generationen. Mein Leben für die Architektur. Edition HUF HAUS, Hartenfels 2002, ISBN 3-00-008929-2.